# 4 банки
«4 банки» («4 latas») — іспанська кінокомедія 2019 року, знята режисером Жерардо Оліваресом.

## Сюжет
Тридцять років тому Точо був авантюристом, який разом зі своїми двома найкращими друзями переганяв через пустелю Сахару перегонові автомобілі, а потім продавав їх у Малі та Нігері. Це був найкращий період у їхньому житті. Друзі надовго розлучилися. Минуло багато років, і сторож Точо, який тягне мізерне животіння, ненавидить своє життя й роботу, дістає повідомлення від друга дитинства, Хосеби, з яким вони тривалий час не спілкувалися. Хосеба, який живе ось уже десять років у Тімбукту, повідомляє, що жити йому залишилося зовсім недовго, він смертельно хворий. Сумна звістка перевертає все для Точо: він кидає роботу і вирушає до Франції на зустріч з їхнім третім другом — Жаном-П'єром. Точо повідомляє Жану-П'єру новини, вони заїжджають за відчуженою дорослою донькою Хосеби, Елі, щоб разом вирушити в далеку та сповнену несподіваних поворотів пригоду на перегонній машині Renault 1982 року через пустелю в Тімбукту.

## У ролях
- Овік Кечкерян — Точо
- Жан Рено — Жан-П'єр
- Сусана Абайтуа — Елі
- Артуро Валлс — Соріано
- Енріке Сан Франциско — Хосеба
- Хуан Дос Сантос — Мамаду
- Франсеск Гаррідо — Ален / Аклі
- Ерік Нгуйєн — Такімото
- Ілеана Вільсон — Маймона
- Антоніо Енгонга — Екалей
- Пабло Альтаділ — Алекс
- Імар Гонсалес — Супермун
- Адріан Норро — Точо в молодості
- Алехандро Кабальєро — Жан-П'єр у молодості
- Ліонель Санчес — Хосебу в молодості
- Хосе Луїс Естебан — портьє
- Боре Буйка — сержант
- Ібрагім Ібн — поліцейський-контролер
- Морад Аззаауї — офіцер поліції
- Дхармендра Манкані — поліцейський
- Яссін Торкі — військовий поліцейський
- Амід Тіхрі — військовий поліцейський
- Бенадем Мохамед — мешканець Південної Сахари
- Хасскуан Азіз — військовий
- Сільвія Грівільєрс — туристка
- Патрісія Родрігес — туристка
- Абделах Мсаїді — офіціант у шпиталі
- Мунія Дада — мертва дівчина
- Мохамед Гніуї — мертвий хлопець
- Патірке Мендігурен — радіодиктор
- Даніель Асенсіо — перехожий
- Вероніка Шейвінг — гостя на радіо

## Знімальна група
- Режисер — Жерардо Оліварес
- Сценаристи — Жерардо Оліварес, Дієго Сан Хосе, Марія Хесус Петремент, Чема Родрігес, Ксунбо Лі
- Оператор — Гонсага Мансо
- Композитор — Паскаль Гейн
- Продюсери — Хосе Марія Моралес, Ларрі Левін, Серхіо Діас